# 石河光當
石河 光當（いしこ みつなお）は、尾張藩家臣、美濃駒塚領主、石河家第6代当主。

## 生涯
享保6年（1721年）分家・石河興利の家督を相続。享保18年（1733年）実兄・忠喜の死去により、実家に帰ってその遺跡を相続し美濃駒塚領主となる。
元文元年（1736年） 、桜町天皇即位の際に、幕府への祝儀の使者として江戸城本丸に使いする。元文4年（1739年）家老となる。元文5年（1740年）従五位下伊賀守に叙任。
安永2年（1774年）7月23日死去。家督は嫡男・光籌が相続した。